# Adami

Adami (Адамі) — з 1899 року італійський виробник автомобілів. Штаб-квартира розташована в місті Флоренція. У 1906 році компанія припинила виробництво автомобілів.

## Гвідо Адамі
Гвідо Адамі вважається одним з перших італійських автомобілістів, що розробив технічно вдалий двигун. У минулому він був талановитим гонщиком і брав участь в численних конкурсах. Зокрема, 30 червня 1901 року в Падуї він виграв Кубок Італії за кермом Panhard & Levassor.

## Заснування компанії
Компанія була заснована як акціонерне товариства наприкінці 1899 року інженером Гвідо Адамі, який був його менеджером. Його партнерами були Карло Гінорі, Геріно Джеріні, Ернесто Корсіні, Антоніо Чівеллі, Антоніо Стуфа, П'єро Строцці, Камілло Бонді, Угобалдо Тоньєтті і Джорджіо Фоссі, практично всі були автомобільними піонерами Флоренції. Компанія була розташована на вулиці Художників, 10, де вона залишалася протягом усієї своєї історії.

## Виробництво автомобілів

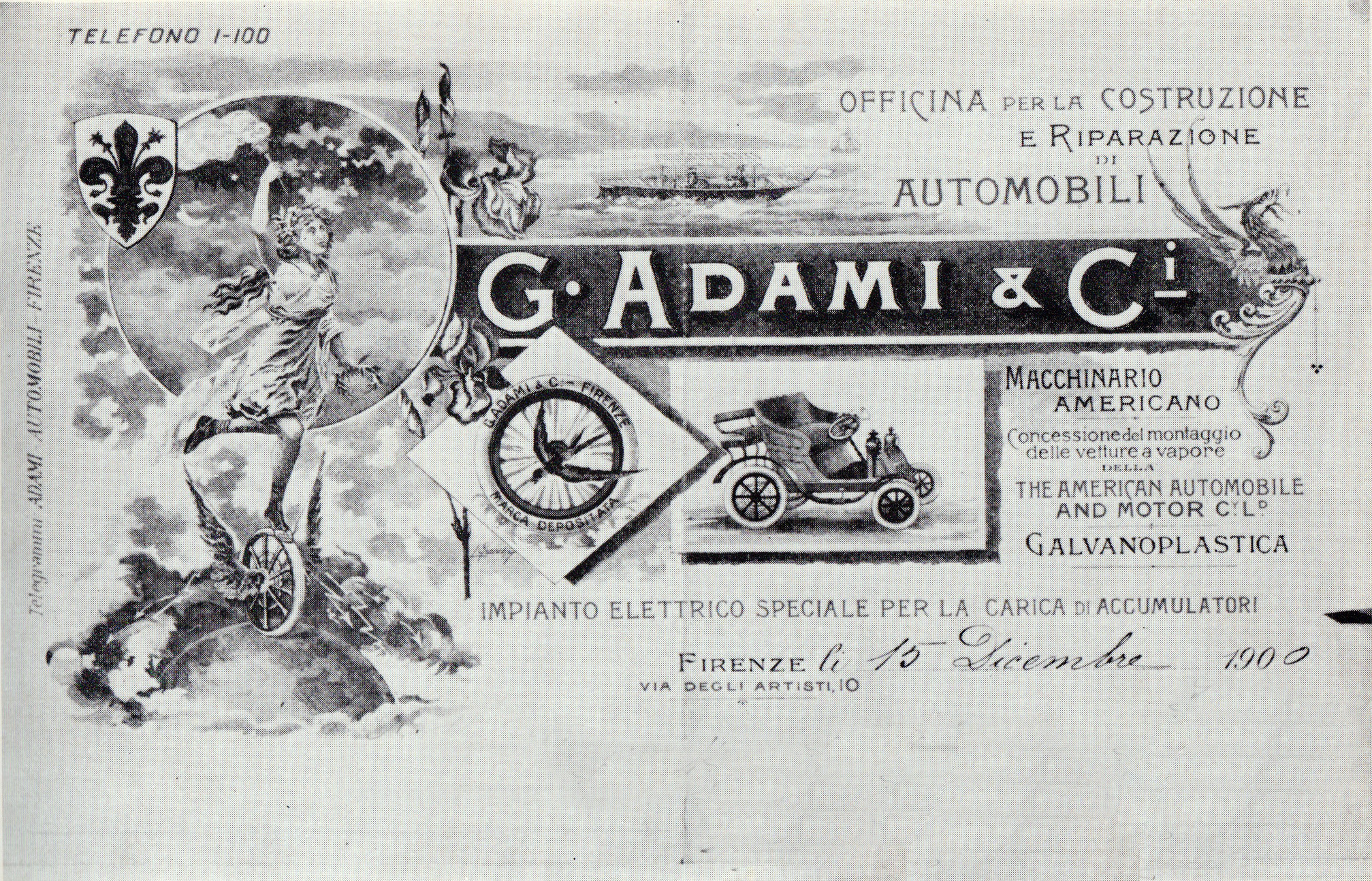
Реклама автомобілів Adami

У 1901 році він вирішив стати виробником автомобілів і створює єдину модель, яка була представлена на Туринському автосалоні 1902 року під назвою Rondine і мала двигун, розроблений самим Адамі, здатний розвивати 16 к.с.. Виробництво автомобіля було дуже повільним, оскільки в Адамі було багато труднощів, щоб стежити за всіма технічними розробками зарубіжних автовиробників. Автомобіль сподобався публіці і був нагороджений золотою медаллю від президента автосалону.
У березні 1902 року дві машини були відправлені в Ніццу на змагання, що не відбулися в зв'язку з організаційними труднощами. У наступному році вони брали участь в Coppa della Consuma, де через невідомі причини не змогли дістатися до фінішу.
Adami випускала автомобілі в невеликих кількостях.
Компанія виходить з бізнесу в 1906 році.

За кермом свого Rondine Гвідо брав участь в різних змаганнях. У 1907 році він виграв Кубок Італії в своєму класі.

## Список автомобілів Adami
- 1902 — Adami Rondine